# 고도원
고도원(高道源, 1952년 4월 29일~)은 대한민국의 작가이다. 김대중 정부 시기 청와대에서 1999년 공보담당비서관, 1999년~2001년, 연설비서관을 맡았다. 현재는 고도원의 아침편지를 매일 시민들에게 송출하고 있으며, 아침편지문화재단의 이사장이다.
1952년 4월 29일, 전라북도 전주에서 태어났다. 고도원은 연세대학교 신학과 학사 학위를 취득한 후, 연세대학교 대학원에서 정치학 석사 학위를 받고, 미주리 대학교에서 언론대학원 연수 과정을 밟았다. 그는 월간 뿌리깊은 나무 및 중앙일보 기자, 청와대에서 김대중 대통령 연설 담당 비서관 등을 지냈다. 청와대에서 퇴임한 후인 2001년 8월 1일부터 고도원의 아침편지를 시작하여 현재까지도 구독자들에게 아침 글귀를 소개하고 있다. 고도원은 지난 2010년 충주에 명상치유센터 깊은산속옹달샘을 건립하여 운영중이며, 2020 9월 7일부터 BDS라는 국제형 대안학교를 만들어 운영중이다.

## 학력
- 1980 연세대학교 신학 학사
- 1998 연세대학교 대학원 정치학 석사

## 경력
- 1978.1 뿌리깊은 나무 기자
- 1983.5 중앙일보 편집국 사회부 기자
- 1993.3 중앙경제 편집국 정경부 차장대우
- 1994.4 중앙일보 편집국 정치2부 차장
- 1994.7 중앙일보 편집국 정치1부 차장
- 1998.7 대통령비서실 공보수석실 국내언론총괄 국장
- 1999.3 대통령비서실 공보수석실 연설담당비서관
- 2001.8 고도원의 아침편지 운영자
- 2004.4 아침편지문화재단 이사장
- 2013.1 순천만국제정원박람회 홍보대사
- 2018.10 제2대 국립산림치유원 원장

## 저서
- 못생긴 나무가 산을 지킨다 1
- 못생긴 나무가 산을 지킨다 2
- 아침편지 첫 번째_아름다움도 자란다
- 두 번째_작은 씨앗 하나가 모든 것의 시작이다
- 세 번째_크게 생각하면 크게 이룬다
- 어린이에게 띄우는 고도원의 아침편지
- 나무는 자신을 위해 그늘을 만들지 않는다
- 부모님 살아계실 때 꼭 해드려야 할 45가지
- 초등학생 때 부모님을 기쁘게 해드리는 17가지
- 씨앗 뿌리는 20대 꼭 해야 할 37가지
- 고도원의 따뜻한 이야기 아흔아홉 가지
- 꿈너머꿈
- 어린이를 위한 꿈너머꿈
- (공동번역) 내생에 놓쳐서는 안될 1% 행운
- (연출) 파블로이야기
- 꿈너머꿈 노트
- 아침편지 고도원의 사과&청국장 다이어트
- 위대한 시작